# Joc d'estirar la corda als Jocs Olímpics d'estiu de 1920
Als Jocs Olímpics de 1920 celebrats a la ciutat d'Anvers (Bèlgica) es realitzà una única prova del joc d'estirar la corda en categoria masculina.
Aquesta fou l'última ocasió en què aquest esport fou inclòs en el programa olímpic, disputant-se els diferents encontres entre seleccions els dies 17 i 18 d'agost del 1920.

## Estats participants
Hi participaren un total de 40 competidors de 5 estats diferents:
- Bèlgica (8)
- Regne Unit (8)
- Itàlia (8)
- Països Baixos (8)
- Estats Units (8)

## Resum de medalles
| Prova                  | Or | Argent | Bronze |
| Joc d'estirar la corda | Regne UnitGeorge Canning · Frederick Humphreys · Frederick Holmes · Edwin Mills · John Sewell · John James Shepherd · Harry Stiff · Ernest Thorn | Països BaixosWilhelmus Bekkers · Johannes Hengeveld · Sijtse Jansma · Henk Janssen · Antonius van Loon · Willem van Loon · Marinus van Rekum · Willem van Rekum | BèlgicaÉdouard Bourguignon · Alphonse Ducatillon · Remy Maertens · Christin Piek · Henri Pintens · Charles Van Den Broeck · François Van Hoorenbeek · Gustave Wuyts |

## Resultats
| Pos. | Nació |
| ---- | --- |
| 1    | Regne Unit |
| 2    | Països Baixos |
| 3    | Bèlgica |
| 4    | Estats UnitsCharlton Brosius · Stephen Fields · Sylvester Granrose · Lloyd Kelsey · Joseph Kszyczewiski · William Penn · Joseph Rond · Joseph Winston                               |
| 5    | Itàlia Adriano Arnoldo · Silvio Calzolari · Romolo Carpi · Giovanni Forno · Rodolfo Rambozzi · Carlo Schiappapietra · Giuseppe Tonani · Amedeo ZottiCesare Cogliolo · Pietro Scasso |

## Medaller
| Posició | País          | Or | Argent | Bronze | Total |
| 1       | Regne Unit    | 1  | 0      | 0      | 1     |
| 2       | Països Baixos | 0  | 1      | 0      | 1     |
| 3       | Bèlgica       | 0  | 0      | 1      | 1     |